# Fred Raskin
Fred Raskin (Filadelfia, 26 settembre 1973) è un montatore statunitense.

## Biografia
In attività dal 1995, Raskin ha effettuato il montaggio di tre film della saga di Fast and Furious e a partire dal 2012 è diventato il montatore personale di Quentin Tarantino.

## Filmografia
- Annapolis, regia di Justin Lin (2006)
- The Fast and the Furious: Tokyo Drift, regia di Justin Lin (2006)
- Lazarus Project - Un piano misterioso (The Lazarus Project), regia di John Patrick Glenn (2008)
- Fast & Furious - Solo parti originali (Fast & Furious), regia di Justin Lin (2009)
- Fast & Furious 5 (Fast Five), regia di Justin Lin (2011)
- The Big Bang, regia di Tony Krantz (2011)
- Django Unchained, regia di Quentin Tarantino (2012)
- Guardiani della Galassia (Guardians of the Galaxy), regia di James Gunn (2014)
- Bone Tomahawk, regia di S. Craig Zahler (2015)
- The Hateful Eight, regia di Quentin Tarantino (2015)
- Guardiani della Galassia Vol. 2 (Guardians of the Galaxy Vol. 2), regia di James Gunn (2017)
- Il mistero della casa del tempo (The House with a Clock in Its Walls), regia di Eli Roth (2018)
- C'era una volta a... Hollywood (Once Upon a Time in... Hollywood), regia di Quentin Tarantino (2019)
- The Suicide Squad - Missione suicida (The Suicide Squad), regia di James Gunn (2021)
- Guardiani della Galassia Vol. 3 (Guardians of the Galaxy Vol. 3), regia di James Gunn (2023)
- Carry On, regia di Jaume Collet-Serra (2024)
- A Working Man, regia di David Ayer (2025)